# PGC 12491
LEDA/PGC 12491 (auch UGC 2687) ist eine Balken-Spiralgalaxie vom Hubble-Typ SBa im Sternbild Eridanus am Südsternhimmel. Sie ist schätzungsweise 504 Millionen Lichtjahre von der Milchstraße entfernt..

Im selben Himmelsareal befinden sich u. a. die Galaxien NGC 1289, NGC 1298, NGC 1305, IC 314.